# 單簧管協奏曲 (科普蘭)
《单簧管协奏曲》，也称为《為单簧管，弦樂和竖琴的协奏曲》，是亚伦·科普兰於1947年至1949年之间創作的協奏曲。 這首协奏曲后来由杰罗姆·罗宾斯编排为芭蕾舞《吹笛者》 （Pied Piper）（1951）。

## 历史

### 創作過程
科普兰创作第三号交响曲後不久，爵士单簧管演奏家班尼·古德曼于1947年委托他为单簧管创作协奏曲。古德曼告诉科普兰的传记作家维维安·佩里斯（Vivian Perlis）：  

我並沒要求科普兰应该写什么。 他完全可以自由发挥，除了我该享有两年的独家演出权。 我付了2000美元，這確實是一筆錢。 当时能選擇的美国作曲家并不多……我们从来没有遇到什么麻烦，除了他在华彩乐段前写了一些重复的乐句，對那里我們有一点小小的争吵。 我不太喜欢把它省略掉－－这里是中提琴发出回声给单簧管提示的地方。 但我想亞倫最终还是把它省略了……亞伦和我在他的指挥下演奏了这首协奏曲很多次，并录制了两张唱片。”

1947年，科普兰在里约热内卢担任讲师和指挥。 他在該地寫了許多这首协奏曲的草稿。
1948年8月26日，科普兰写道，这首协奏曲仍然“在緩慢進行中”。 一个月后，他在一封信中写道，这首曲子就快完成了。
1948年12月6日，他写信给作曲家卡洛斯·查韦斯，说他已经完成了这首曲子，并对结果感到十分满意。
科普兰曾接受指挥谢尔盖‧库塞维茨基的委托，将协奏曲的第一个樂章改編成為“弦樂的輓歌” (Elgey for Strings) ，並安排在波士顿交响乐团的表演中。但是，1950年8月29日，科普兰又寫信给库塞维茨基，表示想要退回這項委託。作曲家解释，经过深思熟虑，他认为自己這樣改編第一乐章“会脱离我最初构想的协奏曲的完整性，而我基本上不愿意这样做”。科普蘭写道，他还担心，在协奏曲還沒有首演时，單獨演出协奏曲的第一乐章（古德曼一再推迟首演），可能会被公众误认为是对协奏曲的第二樂章的质量有所遲疑。他後來提出了別的方式来實現他对此挽歌的承诺。 

### 演出過程

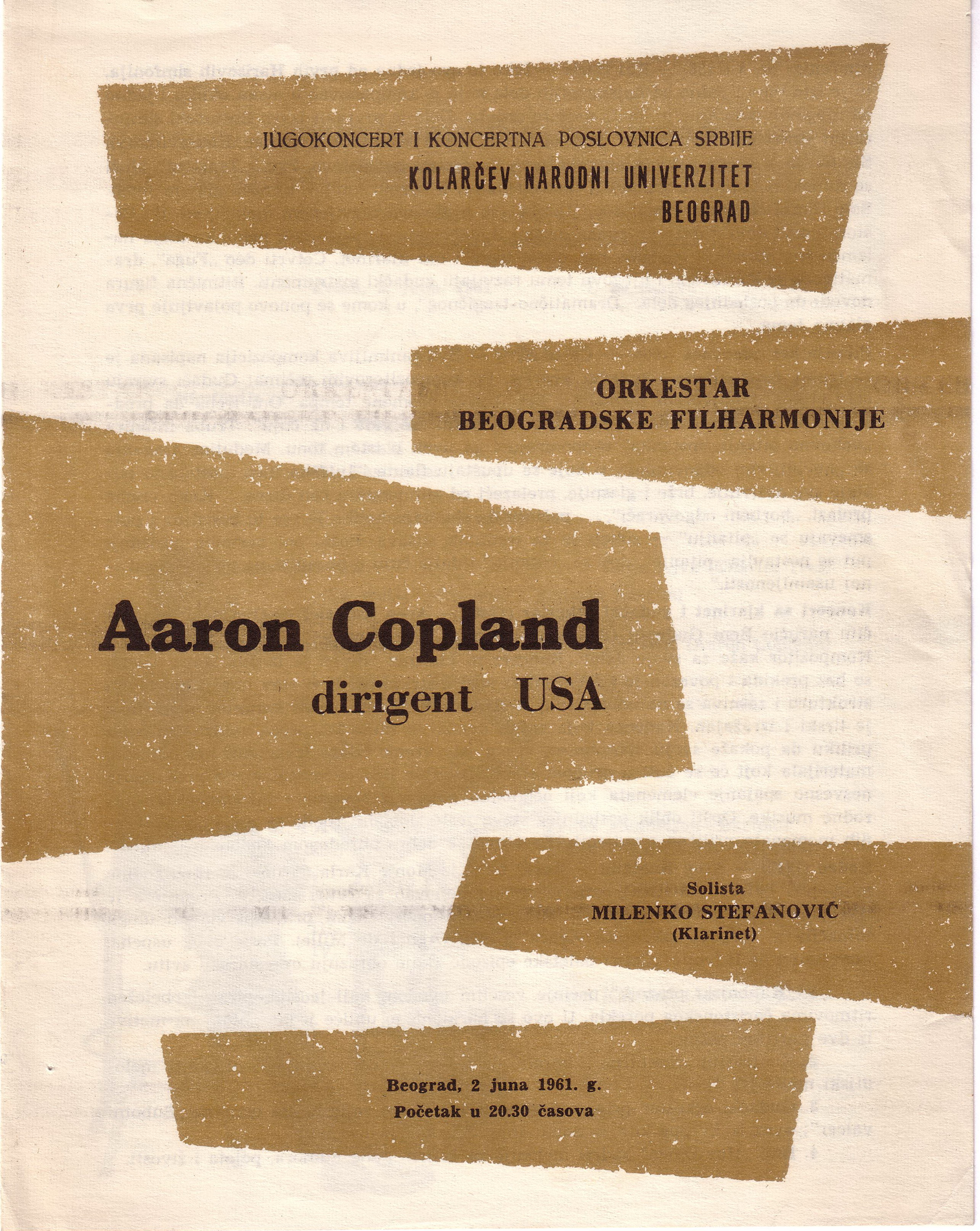
1961年6月2日，科普兰单簧管协奏曲在南斯拉夫的贝尔格莱德演出，由 Milenko stefanovič 擔任獨奏，科普蘭指揮貝爾格勒愛樂樂團

1950年11月6日，班尼·古德曼擔任獨奏家，弗里兹·赖纳擔任指揮，與NBC交响乐团在NBC广播節目中首演此曲。
不過，有人覺得上述並不算是世界首演，而該是1950年11月28日由尤金·奥曼迪與拉尔夫·麦克兰（Ralph McLane）指揮费城管弦乐团的演出，因为那才是真正的「公開演出」。 无论如何，这確實是這首协奏曲首次登台演出。 這場演出是科普兰故意安排给古德曼增加压力的，可能剛好就在两年独演出權的结束时限之後，因为古德曼一直推迟首演的時間。
这首协奏曲很快就成为了单簧管演奏曲目中的标准曲目。 自班尼 · 古德曼以來，其他知名的演出包括:
- 斯坦利·德鲁克（英语：Stanley Drucker）和纽约爱乐與伦纳德·伯恩斯坦
- Milenko Stefanović  和貝爾格勒愛樂樂團与亞倫‧科普蘭 (贝尔格莱德，1961年6月2日)[11][12][13][14]
- Richard Stoltzman和伦敦交响乐团与迈可·提尔森·汤玛斯
- 保罗·梅耶与英国室内乐团
- 薩宾娜·梅耶与班贝格交响樂團